# Dutch Wonderland
Pour les articles homonymes, voir Wonderland.
Dutch Wonderland est un parc à thèmes situé à l'est de Lancaster, en Pennsylvanie, aux États-Unis. Destiné aux familles, ce parc a pour slogan "A Kingdom for Kids" ("Un royaume pour les enfants" en français). L'entrée du parc est une véritable façade de château en pierre, qui a été construit avant l'ouverture du parc par Earl Clark, un fermier spécialisé dans la pomme de terre.
La famille Clark vendit le parc en 2001 à Hershey Company Entertainment and Resorts. Ils exploitent également le Wonderland Mini-Golf et le terrain de camping Old Mill Stream Campground situé au même endroit. Le 12 novembre 2010, Hershey Entertainment annonce la revente de Dutch Wonderland à Palace Entertainment, filiale américaine de Parques Reunidos,. Hershey Entertainment est d'ailleurs toujours propriétaire de Hersheypark et de l'hôtel Hershey.
Aujourd'hui, le parc dispose de 34 attractions, ainsi qu'un parc aquatique de jeux d'eau interactifs appelé Duke's Lagoon. Le parc ouvre également pour Halloween ("Hauntings Happy") et Noël ("Dutch Winter Wonderland").
Le parc fait partie d'un grand domaine de divertissement, restauration, hébergement et conférences.

## Origine du nom
Le parc se situe dans le Pennsylvania dutch country, un surnom de la zone métropolitaine de Lancaster. Cette partie de la Pennsylvanie est la terre sur laquelle se sont installées aux XVIIe et XVIIIe siècles des populations venant principalement de Rhénanie et de Suisse. Leurs descendants sont aujourd'hui désignés sous le nom de Pennsylvania Dutch. La population de la région est composée de communautés amish et memnonites, descendantes de la culture anabaptiste allemande. Cet héritage est exploité par quelques sites touristiques.

## Attractions

### Montagnes russes
| Nom de l'attraction                       | Type                       | Constructeur                  | Année d'ouverture |
| ----------------------------------------- | -------------------------- | ----------------------------- | ----------------- |
| Joust                                     | Montagnes russes assises   | Chance Rides                  | 1998              |
| Kingdom Coaster anciennement Sky Princess | Montagnes russes en bois   | Custom Coasters International | 1992              |
| Merlin's Mayhem                           | Montagnes russes inversées | S&S Worldwide                 | 2018              |

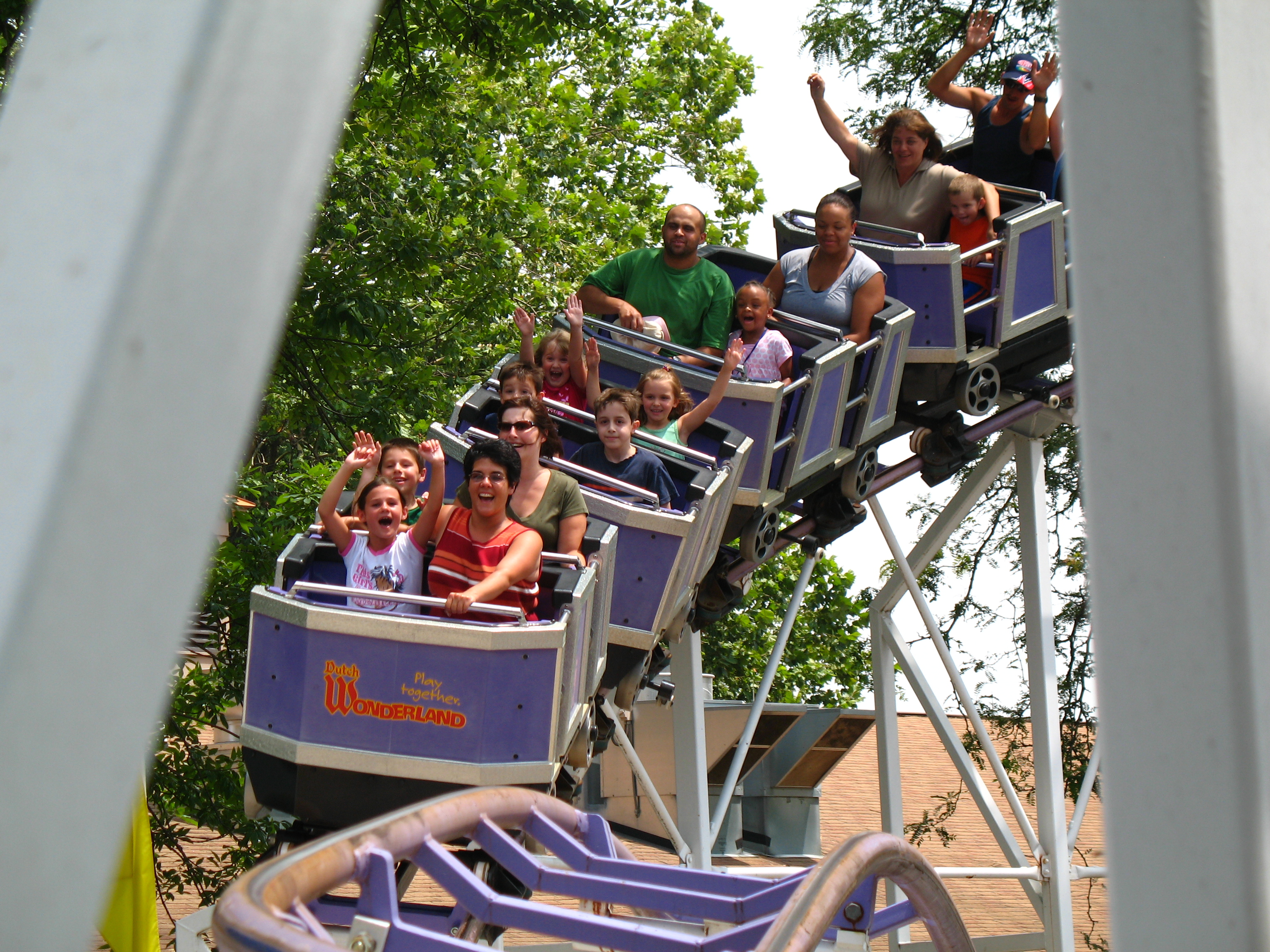
Joust
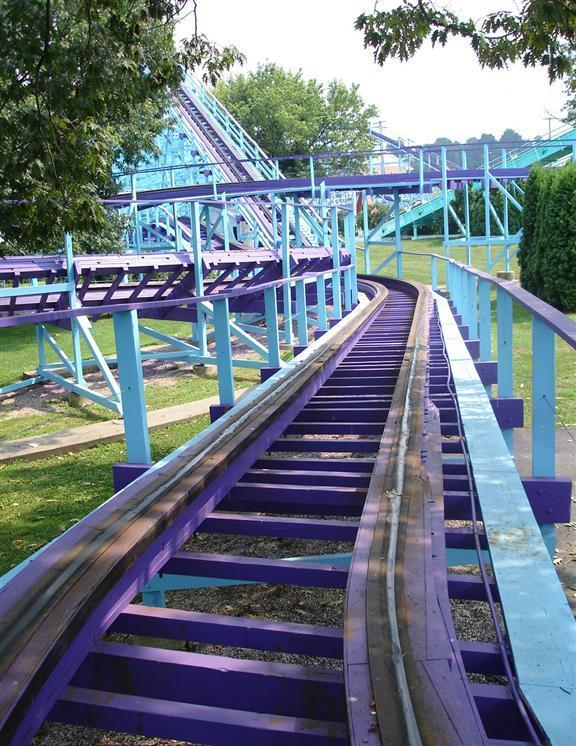
Kingdom Coaster
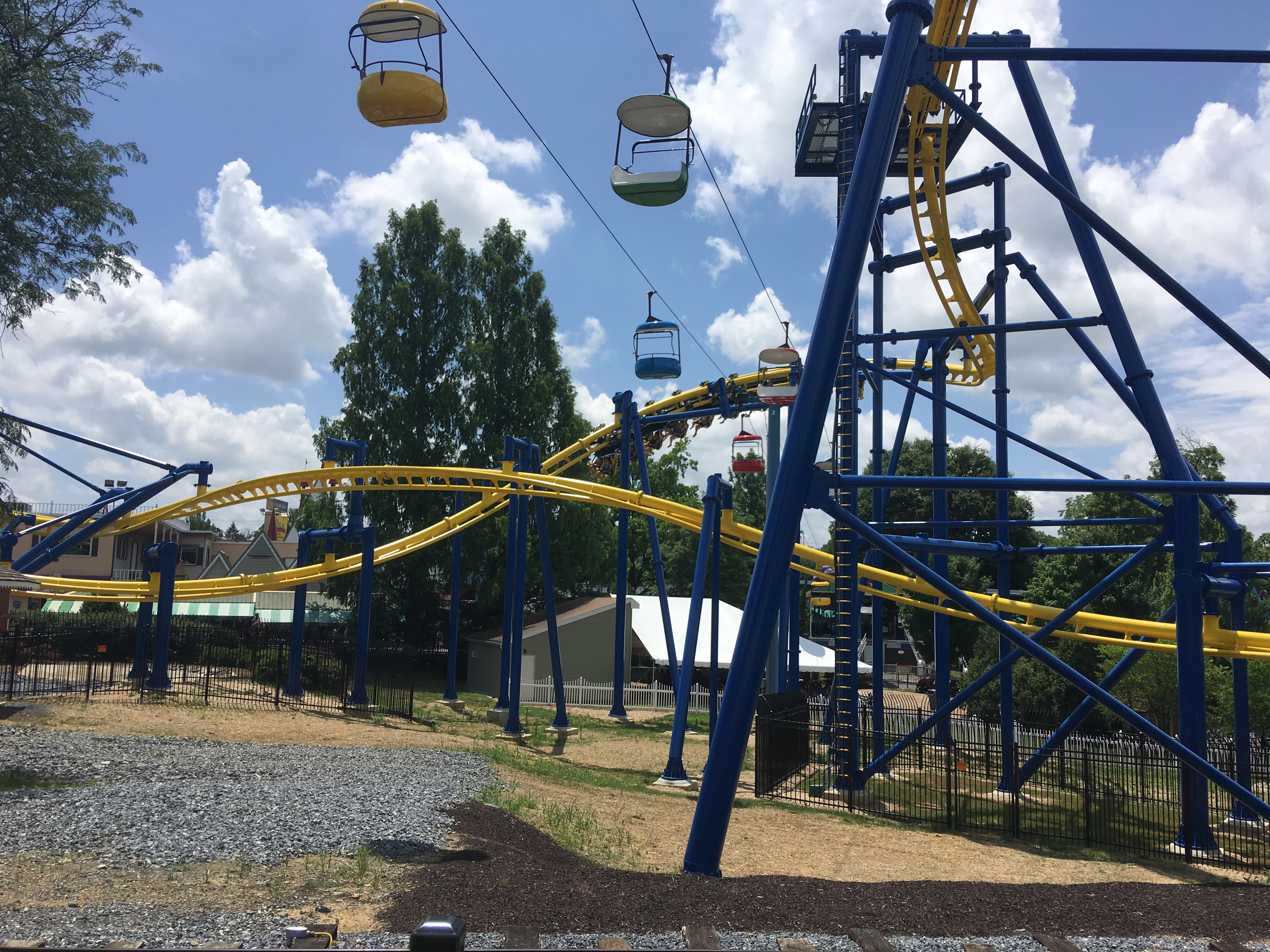
Merlin's Mayhem

### Autres attractions
- Astroliner - Simulateur de vol spatial de Wisdom Rides (1978)
- Bumper Cars - Autos tamponneuses
- Capital BlueCross Monorail - Monorail
- Crazy Plane - Crazy Bus de Zamperla
- Dragon's Lair - Balade en bateaux
- Dukes Dozers - Manège pour enfants en forme de bulldozers. Ancienne attraction de Hersheypark.
- Dutch Wonder House - Mad House
- Double Splash Flume - Bûches avec doubles chutes.
- Flying Trapeze - Chaises volantes
- Frog Hopper - Tour de chute junior
- Fun Slide - Toboggan
- Gondola Cruise - Balade en bateau
- Lady Gay Riverboat - Balade en bateau à roues à aubes autour d'une île.
- Merry-Go-Round - Carrousel
- Ripcord - Tour parachute
- Sky Ride - Téléphérique
- Space Shuttle - Bateau à bascule
- Turnpike - Balade en tacots
- Turtle Whirl - Tilt-A-Whirl. Ancienne attraction de Clementon Lake Park (2007).
- The Twister - Attraction familiale. Ancienne attraction de Hersheypark (2009).
- VR Voyager - Simulateur
- Wiggle Racers
- Wonderland Special - Train
- Wonder Whip - Manège pour enfants. Ancienne attraction de Hersheypark.

## Duke's Lagoon
Dutch Wonderland possède un parc aquatique nommé Duke's Lagoon, du nom de sa mascotte principale ; un dragon violet.